# Strażnica WOP Porajów
Strażnica Wojsk Ochrony Pogranicza Rozporitz/Porajów – nieistniejący obecnie podstawowy pododdział graniczny Wojsk Ochrony Pogranicza pełniący służbę graniczną na granicy z Niemiecką Republiką Demokratyczną i Czechosłowacją.
Strażnica Straży Granicznej w Porajowie – nieistniejąca obecnie graniczna jednostka organizacyjna polskiej straży granicznej realizująca zadania bezpośrednio w ochronie granicy państwowej z Republiką Federalną Niemiec i Czechami.

## Formowanie i zmiany organizacyjne
Strażnica została sformowana w 1945 w strukturze 3 komendy odcinka Bogatynia jako 13 strażnica WOP (Rozporitz) o stanie 56 żołnierzy. Kierownictwo strażnicy stanowili: komendant strażnicy, zastępca komendanta do spraw polityczno-wychowawczych i zastępca do spraw zwiadu. Strażnica składała się z dwóch drużyn strzeleckich, drużyny fizylierów, drużyny łączności i gospodarczej. Etat przewidywał także instruktora do tresury psów służbowych oraz instruktora sanitarnego.
W 1947 została przeformowana na strażnicę II kategorii – 43 wojskowych.
Od 15 marca 1954 wprowadzono nową numerację strażnic na szczeblu krajowym, a strażnica II kategorii otrzymała nr 17 w skali kraju.
W 1956 rozpoczęto numerowanie strażnic na poziomie brygady. Strażnica II kategorii Porajów była 17. w 8 Brygadzie Wojsk Ochrony Pogranicza.
W 1960, po kolejnej zmianie numeracji, strażnica posiadała numer 12 i zakwalifikowana była do kategorii II w 8 Łużyckiej Brygadzie WOP .
W 1964 strażnica WOP nr 11 Porajów uzyskała status strażnicy lądowej i zaliczona została do I kategorii.
9 maja 1967 w Łużyckiej Brygadzie WOP z okazji święta narodowego Czechosłowacji odbyła się uroczystość nadania imienia kapitana Stepana Wajdy strażnicy WOP w Porajowie.
Straż Graniczna

Po rozwiązaniu 15 maja 1991 Wojsk Ochrony Pogranicza, 16 maja 1991 strażnica w Porajowie weszła w podporządkowanie Łużyckiego Oddziału Straży Granicznej i przyjęła nazwę Strażnica Straży Granicznej w Porajowie.
W wyniku realizacji kolejnego etapu zmian organizacyjnych w Straży Granicznej, w 2002 strażnica uzyskała status strażnicy SG I kategorii.

## Ochrona granicy
Strażnice sąsiednie:
- 12 strażnica WOP Markersdorf ⇔ 14 strażnica WOP Rogenau – 1946 rok.

## Dowódcy strażnicy
- ppor. Bernard Braunszweig (był w.10.1946[f]–?)
- ppor. Jan Baniak (?–1952)
- chor. Stefan Ingier (1952–1953)
- chor. Stefan Bartos (1953–1986)
- por. Marek Wicik (1986–był w 09.1991).